# Коковцов, Павел Константинович
Па́вел Константи́нович Коко́вцов (19 июня [1 июля] 1861, Павловск, Санкт-Петербургская губерния — 1 января 1942, Ленинград) — российский и советский востоковед-семитолог, член Императорского Православного Палестинского Общества.

## Биография
Окончил Санкт-Петербургскую первую гимназию (1880, с золотой медалью) и Санкт-Петербургский университет (1884). После окончания работал в университете. В 1893 г. защитил диссертацию на тему «Книга сравнения еврейского языка с арабским Абу Ибрагима Ибн Баруна, испанского еврея конца XI и начала XII века».
С 1900 года профессор. Ученик В. Р. Розена и Д. А. Хвольсона. Заведующий отделом еврейских книг Императорской публичной библиотеки. С 1906 года член-корреспондент, с 1912 года академик Санкт-Петербургской Академии наук. Считался одним из авторитетнейших гебраистов и семитологов того времени.
В 1913 году являлся экспертом по делу Бейлиса, доказал необоснованность обвинений евреев в данном преступлении и ложность версии ритуального убийства.
В 1930 году перешёл на работу в Институт востоковедения АН СССР. Среди учеников Андрей Борисов, Михаил Соколов, Исаак Винников, И. Г. Бендер, Г. В. Церетели
Умер в блокадном Ленинграде.

## Сочинения
- Заметка об эфиопских рукописях Императорской Санкт-Петербургской Публичной Библиотеки (1889)
- Из книги беседы и упоминания Моисея Ибн Эзры (1895)
- Толкование Танхума из Иерусалима на книгу пророка Ионы (1897)
- Ещё один рукописный фрагмент Иерусалимского Талмуда (1899)
- Nouvel essai d’interprétation de la seconde inscription araméenne de Nirab (1899)
- Открытый в Пальмире князем С. С. Абамелек-Лазаревым камень с таможенным тарифом 137 г. по Р. Хр. и необходимость приобретения его для России (1900)
- Мозаика с еврейской надписью, найденная в Кафр-Кенне (1902)
- Новая финикийская стела, найденная в Умм-эл-Авамиде (1902)
- Новые арамейские надписи из Пальмиры (1903)
- Notitia codicum Hebraicorum a Museo Asiattico Academiae Imperialis Scientiarum Petropolilanae anno 1904 acquisilorum (1905)
- Христианско-сирийские надгробные надписи из Алмалыка (1905)
- Арамейский папирус Императорской Страсбургской Библиотеки (1905)
- К пальмирской археологии и эпиграфике (1908)
- Из еврейско-арабских рукописей Императорской публичной библиотеки. I. К литературной деятельности Самуила Нагида (1908)
- К сиро-турецкой эпиграфике Семиречья (1909)
- Из еврейско-арабских рукописей Императорской публичной библиотеки. II. К критике текста мелких произведений Ибн Джанаха (1911)
- К вопросу о Логике Авиасифа (1912)
- Новый еврейский документ о хазарах и хазаро-русско-византийских отношениях (1913)
- Новые материалы для характеристики Иехуды Хайюджа, Самуила Нагида и некоторых других представителей еврейской филологической науки в X, XI и XII вв. (1916)
- Еврейско-хазарская переписка в X веке (1932)